# ديف وليامز
ديف وليامز (بالإنجليزية: Dave Williams)‏ (1 مارس 1942 نيوبورت المملكة المتحدة - 23 فبراير 2015) هو لاعب كرة قدم بريطاني.